# (265490) Szabados
(265490) Szabados est un astéroïde de la ceinture principale.

## Description
(265490) Szabados est un astéroïde de la ceinture principale. Il fut découvert le 1er avril 2005 à Piszkesteto par Krisztián Sárneczky. Il présente une orbite caractérisée par un demi-grand axe de 2,30 UA, une excentricité de 0,15 et une inclinaison de 6,4° par rapport à l'écliptique.

## Compléments